# Alexandre Desmarteaux
Joseph Alexandre Godfroid Desmarteaux (* 30. Juli 1884 in Montreal; † 21. Dezember 1925 ebenda) war ein kanadischer Vaudeville-Schauspieler und Sänger.
Desmarteaux begann seine Laufbahn 1901 an der Seite von Hector Pellerin mit der Troupe du Cercle an der Dumas Hall in Montreal. Er arbeitete aber auch mit anderen Truppen zusammen und war von 1915 bis 1916 selbst Theaterdirektor. Mit der Schauspieltruppe von Fred Barry und Albert Duquesne gab er Vorstellungen am Théâtre Family in Saint-Henri. 1922 schloss er sich der Gruppe von Jeanne Demons und Bella Ouellette am Théâtre Impérial in Quebec an. 1922 wirkte er neben Hector Pellerin, Hercule Lavoie und Blanche Gauthier an einem der ersten Rundfunkprogramme des Senders CKAC aus Montreal mit.
Für Columbia Records nahm Desmarteaux in den 1920er Jahren um die einhundert Lieder und humoristische Sketche (mit Elzéar Hamel und Juliette Béliveau) auf, mehrere weitere Aufnahmen entstanden bei His Master’s Voice und Starr. Sein Markenzeichen war sein ansteckendes Gelächter, das er häufig in seine Gesangsdarbietungen einbaute. Auch sein Sohn Paul Desmarteaux wurde als Schauspieler bekannt.
Seine Eltern waren Alphonse Desmarteau und Christine Lapointe. Seit 1904 war er mit Éliza Gagnon verheiratet.